# انارستان (مقاطعة دورة)
انارستان (بالفارسية: انارستان) هي قرية تقع في قسم كشكان الريفي (مقاطعة دورة) في إيران. يقدر عدد سكانها بـ 73 نسمة .